# Giason Denores
Giason Denores, ou Giason De Nores, né à Nicosie vers 1530 et mort à Padoue en 1590, est un philosophe italien de la Renaissance actif au XVIe siècle.

## Biographie
Né à Nicosie, dans l’île de Chypre, au XVIe siècle, Giason De Nores était d’une famille originaire de Normandie. Dépouillé de tous ses biens par l’invasion des Turcs, en 1570, il se retira en Italie et s’établit à Padoue. Il s’était adonné à l’étude de la philosophie, et en 1577 il fut choisi pour remplir la chaire de la philosophie morale d’Aristote ; il la conserva jusqu’à l’époque de sa mort, en 1590, causée par le chagrin de voir exiler son fils unique, qui avait tué en duel un noble vénitien. Il a laissé, soit en latin, soit en italien, quatorze ouvrages, dont Niceron donne la liste dans le tome 40 de ses Mémoires ; ils sont relatifs les uns à la rhétorique, les autres à la philosophie. On loue le style de Nores, son érudition, sa méthode. Les éloges que Antonio Possevino donne à son traité Della retorica, 1584, in-4°, n’ont pas empêché ce livre de tomber dans l’oubli ; mais on parle quelquefois de la Poetica di Jason de Nores, 1588, in-4°. L’auteur s’y élève avec violence contre les tragi-comédies pastorales. Il les appelle des monstres, produits par des gens qui n’avaient nulle connaissance de l’antiquité, et il soutient qu’elles sont contre les règles de l’ancienne poésie. Giovanni Battista Guarini, persuadé que cette critique attaquait son Pastor fido, publia pour sa défense : Il Verato. De Nores riposta par une Apologia contro l’autore del Verato, 1590, in-4° ; et il mourut pendant que Guarini travaillait à son Verato secondo, « réplique si sanglante, dit Bayle, qu’on croit qu’elle aurait pu faire mourir le censeur des Pastorales. »

## Œuvres

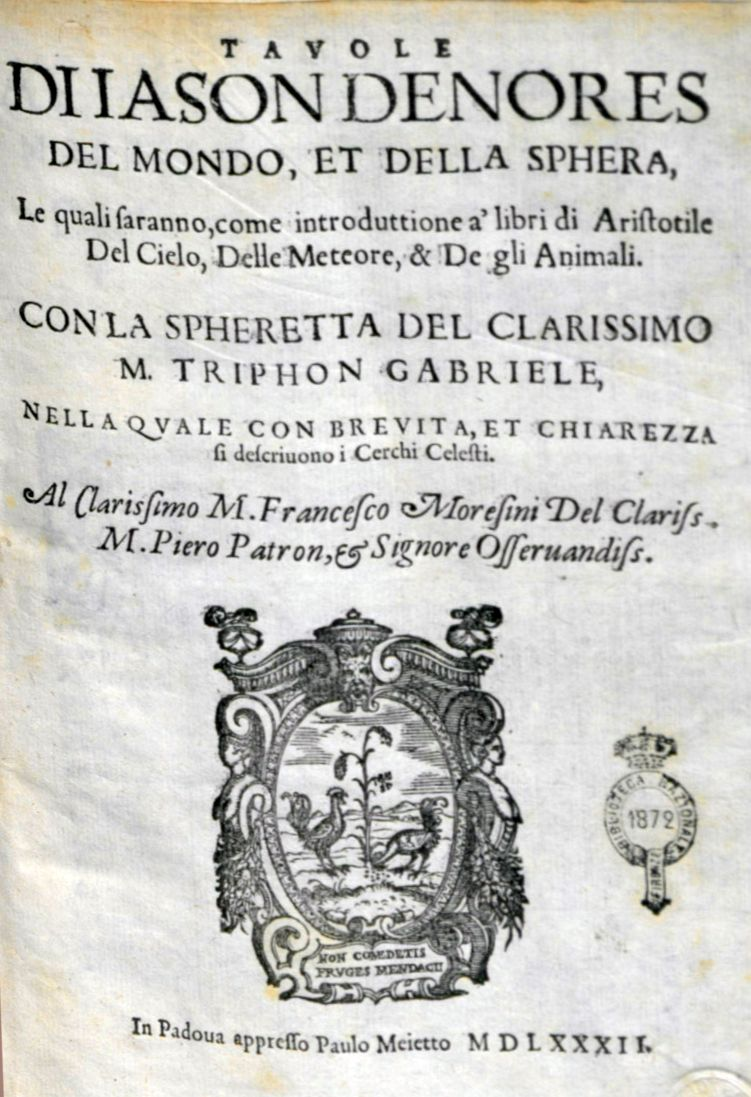
Tavole del mondo et della sphera, 1582

- In Epistolam Q. Horatij Flacci de arte poetica Iasonis de Nores Ciprij ex quotidianis Tryphonis Cabrielij sermonibus interpretatio. Eiusdem Breuis, et distincta summa praeceptorum de arte dicendi ex tribus Ciceronis libris de oratore collecta, Venetiis, apud Andream Arriuabenum, 1553.
- (it) Breve trattato del mondo et delle sue parti, semplici et miste, Venezia, Andrea Muschio, 1571 (lire en ligne)
- Breve trattato dell'oratore di m. Iason Denores alla studiosa, et valorosa giouentù de' Nobili della illustrissima Republica Vinitiana. Discorso del medesimo intorno alla distintione, deffinitione, & divisione della rhetorica in più tavole poi a maggior facilità ordinatamente compartito ..., In Padova, appresso Simon Galignani, 1574.
- Breve institutione dell'ottima republica di Iason Denores, raccolta in gran parte da tutta la Philosophia humana di Aristotile, quasi come una certa introduttione dell'Ethica, Politica, & Economica ... Introdutione del medesimo ridotta poi in alcune tavole sopra i tre libri della Rhetorica d'Aristotile ..., In Venetia, appresso Paolo Megietti, 1578.
- Oratione di Iason Denores al sereniss. principe di Venetia Sebastian Veniero, per nome di quei gentil'huomini del Regno di Cipro, che dopo la perdita della patria si trovarono presenti nel tempo della sua feliciss. creatione: Ove da parte di tutti brevemente si rallegra con Sua Serenità, dimostra la loro fedeltà, & devotione verso la sua Republica ... & finalmente dimanda qualche aiuto per sovvenimento delle loro calamità, In Padova, [Paolo Meietti], per Lorenzo Pasquati, 1578.
- In M. Tullij Ciceronis universam philosophiam de vita, et moribus, ad illustrissimos, & sapientissimos Patavinæ academiæ moderatores, ... Iasonis Denores brevis, & distincta institutio, Patavij, apud Paulum Meietum, 1581.
- (it) Tavole del mondo et della sphera, Padova, Paolo Meietti, 1582 (lire en ligne)
- De constitutione partium universae humanae, et civilis philosophiae, quam Aristoteles sapienter conscripsit, ... Iasonis Denores praefatio, in Gymnasio Patavino publice habita, Patavii, apud Paulum Meietum, 1584.
- Della rhetorica di Giason Denores libri tre, ne' quali, oltra i precetti dell'arte, si contengono vinti orationi tradotte de' più famosi, & illustri philosophi, & oratori: con gli argomenti loro, discorsi, tavole, & ruote, ..., In Venetia, appresso Paolo Megietto, libraro in Padoa, 1584.
- Discorso di Iason Denores intorno a' que' principii, cause, et accrescimenti, che la comedia, la tragedia, et il poema heroico ricevono dalla philosophia morale, & ciuile, & da' governatori delle Republiche. All'illustrissimo, et molto reverendo signor abbate, Galeazzo Riario, In Padova, appresso Paulo Meieto, 1587.
- Poetica di Iason Denores nella qual per via di definitione, & divisione si tratta secondo l'opinion d'Arist. della tragedia, del poema heroico, & della comedia..., In Padova, appresso Paulo Meietto, 1588.
- Discorso di Iason Denores intorno alla geographia, In Padova, appresso Paolo Meietti, 1589.
- Sphera di Iason Denores raccolta da nobilissimi scrittori, & con novo ordine sommamente facilitata ... Discorso del medesimo intorno alla geographia, In Padova, appresso Paolo Meietti, 1589.
- Apologia contra l'auttor del Verato di Iason de Nores di quanto ha egli detto in un suo discorso delle tragicomedie, & delle pastorali ..., In Padova, appresso Paolo Meietti, 1590.
- Panegirico di Iason de Nores in laude della Sereniss. Rep. di Venetia al clarissimo sig. Benedetto Georgio, dell'illustrissimo signor Alvise, patron, & protettor sempre oss.mo, In Padova, appresso Paolo Meietti, 1590.